# Jakob Nielsen (journalist)
 Der er flere personer med dette navn, se Jakob Nielsen.
Jakob Michael Nielsen (12. september 1937 – 31. marts 1989) var en dansk tv-journalist og gennem mange år en af sit fags mest populære og respekterede udøvere.
Han var ansat i den politiske redaktion på Danmarks Radio, hvor han var et fremtrædende tv-ansigt ikke mindst i forbindelse med folketingsvalg eller folkeafstemninger.
Han var søn af Hilde Margrethe Rant (1910-1985) og journalist Carsten Ib Nielsen (1908-1987).